# Monedele euro olandeze
Euro (simbol EUR sau €) este moneda comună pentru majoritatea țărilor europene, care fac parte din Uniunea Europeană. Moneda Euro are două fețe diferite, una comună (fața "europeană", arătând valoarea monedei) și una națională ce conține un desen ales de către statul membru UE în care este emisă moneda. Fiecare stat are unul sau mai multe desene proprii. 
Pentru imagini cu fața comună și descrieri detaliate ale monedelor, vezi Monede euro.
Monedele Euro olandeze au două desene realizate de Bruno Ninaber van Eyben, ambele prezentând portretul Reginei Beatrix a Olandei. Desenele cuprind cele 12 stele ale UE, anul emisiunii și inscripția "BEATRIX KONINGIN DER NEDERLANDEN" („Regina Beatrix a Țărilor de Jos” în limba olandeză).
| 0,01 € | 0,02 € | 0,05 €                                                                                          |
| ------ | ------ | ----------------------------------------------------------------------------------------------- |
|        |        |                                                                                                 |
| 0,10 € | 0,20 € | 0,50 €                                                                                          |
|        |        |                                                                                                 |
| 1,00 € | 2,00 € | Marginea monedei de 2 €                                                                         |
|        |        | Marginea monedei conține textul "GOD * ZIJ * MET * ONS" (Dumnezeu Fie Cu Noi în limba olandeză) |